# Robbinsdale

Robbinsdale är en stad i Hennepin County, Minnesota, USA. Enligt folkundersökningarna 2010 var befolkningen 13 953. 

## Historia
Robbinsdale grundades 19 april 1893. Robbinsdale var en av de första förorterna till Minneapolis och namngavs efter Andrew Robbins, en entreprenör som hade köpt 90 acre land för att skapa en förortstad. Under sena 1800-talet och tidiga 1900-talet reste folk till Robbinsdale för att jaga änder i Crystal Lake. Robbinsdale har den äldsta kvarvarande marschband i USA.

## Geografi
Enligt United States Census Bureau har staden en total area på 7,72km2, varav 7,49km2 är land och 0,49km2 är vatten. 
Minnesota State Highway 100 och County Road 81 är det två huvudvägarna i staden. 

## Demografi
Enligt folkbokföringen 2010 bodde det 13 953 personer fördelade på 6 032 hushåll i staden. 76,5% av befolkningen var "vita", 13,8% var afroamerikaner, 0,5% var indianer, 3,3% var asiater, 0,1% var Samoaner/polynesier, 1,9% kom från en annan "ras" och 3,9% kom från två eller flera "raser". 4,6% av befolkningen var latinamerikaner.